# 磯部 (相模原市)
磯部（いそべ）は、神奈川県相模原市南区の大字。

## 地理
南区の南西部に位置し、西に厚木市と隣接している。

### 河川
- 相模川

### 地価
住宅地の地価は、2023年（令和5年）1月1日の公示地価によれば、磯部字上耕地1283番4の地点で9万3200円/m2となっている。

## 世帯数と人口
2020年（令和2年）10月1日現在（国勢調査）の世帯数と人口（総務省調べ）は以下の通りである。
| 大字 | 世帯数    | 人口    |
| ---- | --------- | ------- |
| 磯部 | 3,522世帯 | 9,013人 |

### 人口の変遷
国勢調査による人口の推移。
| 年                 | 人口  |
| ------------------ | ----- |
| 1995年（平成7年）  | 8,252 |
| 2000年（平成12年） | 8,548 |
| 2005年（平成17年） | 8,355 |
| 2010年（平成22年） | 8,914 |
| 2015年（平成27年） | 9,041 |
| 2020年（令和2年）  | 9,013 |

### 世帯数の変遷
国勢調査による世帯数の推移。
| 年                 | 世帯数 |
| ------------------ | ------ |
| 1995年（平成7年）  | 2,459  |
| 2000年（平成12年） | 2,737  |
| 2005年（平成17年） | 2,846  |
| 2010年（平成22年） | 3,180  |
| 2015年（平成27年） | 3,271  |
| 2020年（令和2年）  | 3,522  |

## 学区
市立小・中学校に通う場合、学区は以下の通りとなる（2023年5月時点）。
| 番・番地等 | 小学校               | 中学校               |
| ---------- | -------------------- | -------------------- |
| 全域       | 相模原市立新磯小学校 | 相模原市立相陽中学校 |

- 全域で指定変更許可区域。

## 事業所
2016年（平成28年）現在の経済センサス調査による事業所数と従業員数は以下の通りである。
| 大字 | 事業所数  | 従業員数 |
| ---- | --------- | -------- |
| 磯部 | 227事業所 | 1,390人  |

## 交通
- 神奈川県道46号相模原茅ヶ崎線

## 施設
- 相模原市立新磯小学校

## その他

### 日本郵便
- 郵便番号 : 252-0327[3]（集配局 : 座間郵便局[13]）。